# Skorenovac

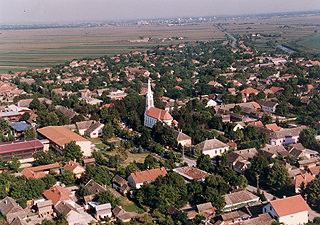
Skorenovac.

Skorenovac (serbio: Скореновац, Skorenovac, húngaro: Székelykeve, alemán: Skorenowatz) es un pueblo ubicado en el municipio de Kovin, en el distrito Banato del Sur de Serbia, en la provincia autónoma de Vojvodina.

## Geografía
Las ciudades más cercanas son Kovin (6 km), Smederevo (17 km), Pančevo (30 km) y Belgrado (46km). Las coordenadas son N 44° 45' 42.9", y E 20° 54' 20.72".

## Historia

### Historia general
Entre 1869 y 1886 en la localización entre los ríos Banatski Brestovac y Danubio existía la aldea Gyurgyova-Rádayfalva (Đurđevo). En 1869, la población de Gyurgyova contaba con 396 habitantes. Después de la primera llegada de colonos, que incluía las familias húngaras (Palóc) de Banatsko Novo Selo,(húngaro: Újfalu), Jermenovci (húngaro: Ürményháza), Sándorfalva, condado Szeged y Banatski Dušanovac (húngaro: Szőlősudvarnok, alemán: Rogendorf), en 1883, vinieron a Skorenovac los primeros sículos - unas 645 familias o alrededor 2000 personas.
Más tarde, en 1886, la población fue trasladada donde hoy están los pueblos de Skorenovac e Ivanovo, porque Danubio inundó y así destruyó por completo toda la propiedad y tierra fértil en el pueblo, aparte de que las vidas de los pueblerinos estaban en un peligro permanente.
El pueblo de Skorenovac (por aquel entonces, llamado Székelykeve), fue fundado en 1886, durante el reinado de Francisco José I. Su territorio se encontraba en Torontál Vármegye, un condado del Reino de Hungría. En 1912, pertenecía al Condado de Temes Vármegye. En 1888 el pueblo contaba con 506 casas y en 1910, con 685 casas.
La mayoría de los primeros colonos fueron los húngaros sículos que vinieron de Bukovina y unas cuantas familias alemanas que vinieron de Plandište y Pločice. Entre los primeros también estaban unas familias búlgaras de Dudeştii Vechi (húngaro: Óbesenyő, alemán: Altbeschenowa, búlgaro de Banat: Stár Bišnov)

## Nombres históricos del pueblo y de la región
Nombres históricos de la región:
- Zkorenovetz Terra (1412)
- Zkorenocz Puszta
- Villa Regalis (1428)

Nombres históricos del pueblo:
- Nagygyörgyfalva (1883-1886)
- Székelykeve (1886-1922)
- Skorenovac (desde 1922)

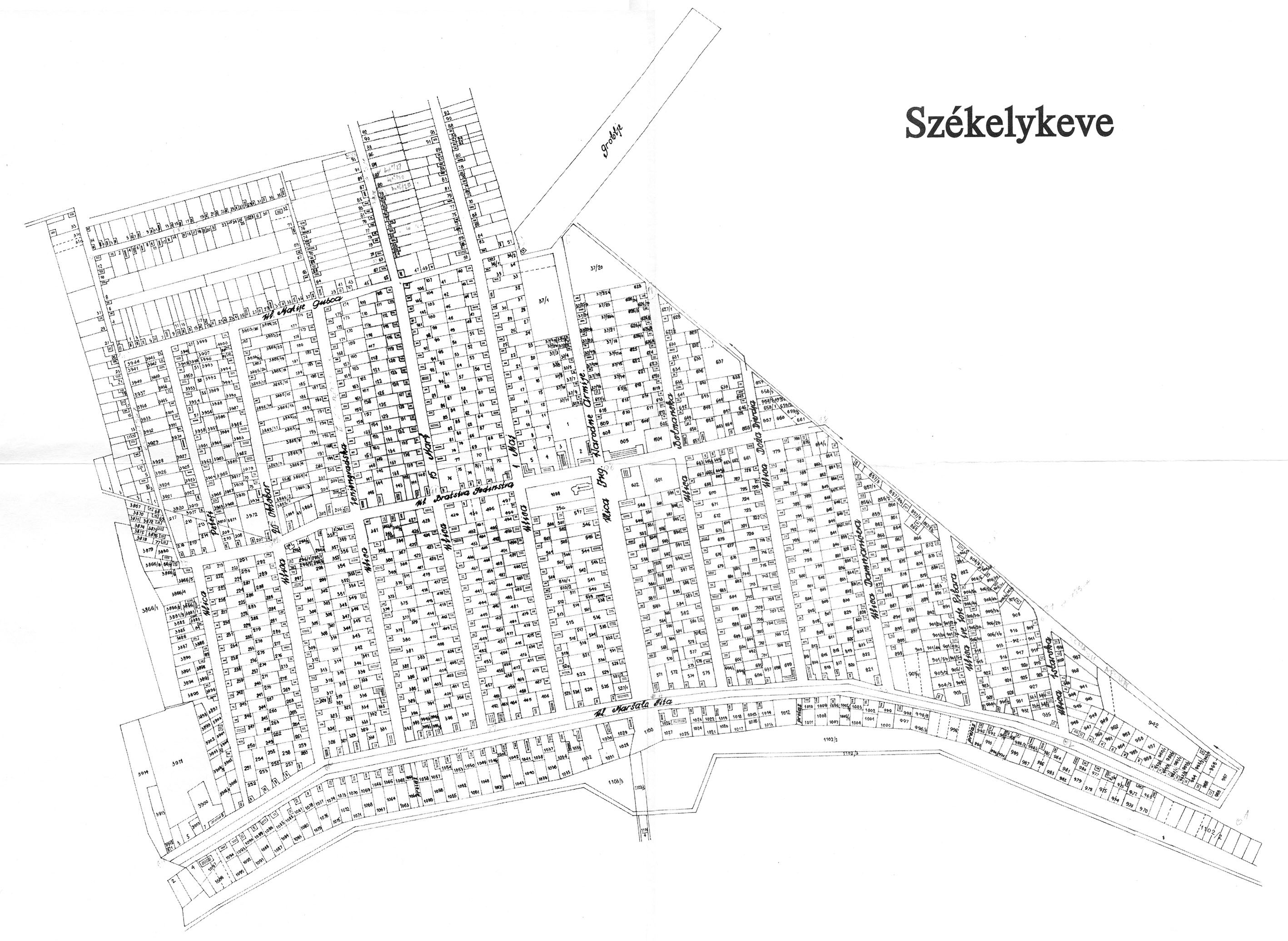
Skorenovac en el mapa.

- Skorenowatz (usado por los alemanes en diferentes períodos)

## Economía, religión y educación - fechas importantes
- 1885 - Llega el primer maestro permanente, János Mischel, al pueblo de Gyurgyova, y luego en 1886, en Skorenovac.
- 1886 - El primer juez de Skorenovac fue Ágoston Kollár (1886-1890).

- 1889 - Se terminó el primer edificio escolar. Los maestros fueron: Johan Steiner (Director y maestro), János Mischel (maestro), Ottilia Müller (maestra), y Etelka Somogyi (maestra). En el año escolar de 1905/06, la escuela contaba con 561 alumnos. La escuela elemental, por aquel entonces, tenía seis grados. Los miembros de comité escolar en 1930, fueron Imre László , Mihály Fehér, Francz Wintergerst, Bóna Boszilkov, József Medgyessy y András Varga .
- 1892 - El 18 de diciembre se inauguró la iglesia católica. El primer cura fue Ferenc Deleme (1892-1898)
- 1894 - El 25 de noviembre se fundó la Asociación de agricultores acreditores. Su presidente fue Ferenc Deleme, y la asociación contaba con 71 miembros.
- 1895 - El 6 de octubre, se fundó la primera biblioteca, que por aquel entonces contaba 50 miembros. El presidente fue Ferenc Deleme, y el bibliotecario János Hajagos.
- 1898 - Dr. József Klein, el médico con el puesto de trabajo fij en Kovin, aceptó atender de forma permanente a los habitantes de Skorenovac.
- 1899 - Se estableció la primera brigada de bomberos. Su presidente fue Johan Kirchgäsner y el jefe de bomberos fue Johan Mischel. La brigada contaba con 60 miembros.
- 1900 - Se estableció el primer médico permanente en Skorenovac, Dr. Edét Urbanek.
- 1906 - Se fundó la asociación de cazadores que contaba con 14 miembros. Los fundadores fueron Gyula Szabatka y Dezsö Töry.
- 1912 - Katalin Rüger inauguró el primer molino con motor. Funcionó hasta los años 70, cuando fue cerrado.
- 1913 - El 27 de abril, se fundó La Asociación de consumidores "Hangya". Su presidente fue Aladár Wikel, y la asociación contaba con 128 miembros. La tienda también inaugurada el mismo año.
- 1924 - La Cruz Roja empezó su labor humanitaria, pero se establecieron oficialmente en la organización en Skorenovac en el año 1931. La organización tenía 57 miembros, y el presidente fue Omre László.
- 1925 - Se fundó la sociedad de cultura (húngaro: Kultúrszövetség, alemán: Kulturbund). A partir del 1948, obtiene el nombre de KUD "Petõfi Sándor".
- 1932 - Se fundó la asociación de artesanos con András Bircsçak, el zapatero, como presidente.
- 1932 - El 14 de enero, se fundó el club de fúdbol, "Kék Duna" (en húngaro significa "Danubio azul"). El presidente fue Milivoj Đurkin y el vicepresidente Dr. Imre Lázsló. Los jugadores fueron: Antal Fazekas , János Szirák, Stanko Erdeljan, József Borsós, János Brasnyó, József Boszilkov, Pubi Hubert, István Kiss, Imre Galac, Tamás Jung, Dezsö Kovačević, István Urbán, Imre Komáromi, János Migléci, Mile Perić, Đuro Stanisavljević y Slavko Ivkov.

## Población y los grupos étnicos más numerosos

### Tabla 1
| 1910 | 4,541 | Húngaros | 73.31% | Alemanes | 11.94% | Búlgaros   | 9.69% | Eslovacos  | 2.53% | Serbios   | 1.26% |  |
| 1921 | 4,195 | húngaros | 81.83% | búlgaros | 10.27% | alemanes   | 7.34% | serbios    | 0.36% | eslovacos | 0.05% |  |
| 1948 | 4,465 | húngaros | 84.46% | búlgaros | 11.22% | serbios    | 3.18% | alemanes   | 0.70% | eslovacos | 0.05% |  |
| 1991 | 3,213 | húngaros | 80.36% | serbios  | 9.40%  | yugoslavos | 3.36% | búlgaros   | 2.53% | alemanes  | 0.15% |  |
| 2002 | 2,501 | húngaros | 86.71% | serbios  | 5.47%  | búlgaros   | 2.99% | yugoslavos | 1.04% | alemanes  | 0.07% |  |

### Tabla 2
| Año       | 1869. | 1875. | 1880. | 1900. | 1910. | 1915. | 1921. | 1931. | 1936. |
| Población | 396   | N.D.  | 298   | 3,399 | 4,541 | 4,486 | 4,195 | 4,099 | 4,366 |
| Hogares   | N.D.  | 265   | N.D.  | 664   | 853   | N.D.  | 847   | 927   | N.D.  |
| Año       | 1939. | 1942. | 1948. | 1953. | 1961. | 1971. | 1981. | 1991. | 2002. |
| Población | 4,271 | 4,464 | 4,465 | 4,403 | 4,306 | 4,021 | 3,731 | 3,213 | 2,501 |
| Hogares   | N.D.  | 1,020 | 1,069 | 1,105 | 1,143 | 1,119 | 1,328 | 1,086 | N.D.  |

## Orígenes de los colonos sículos

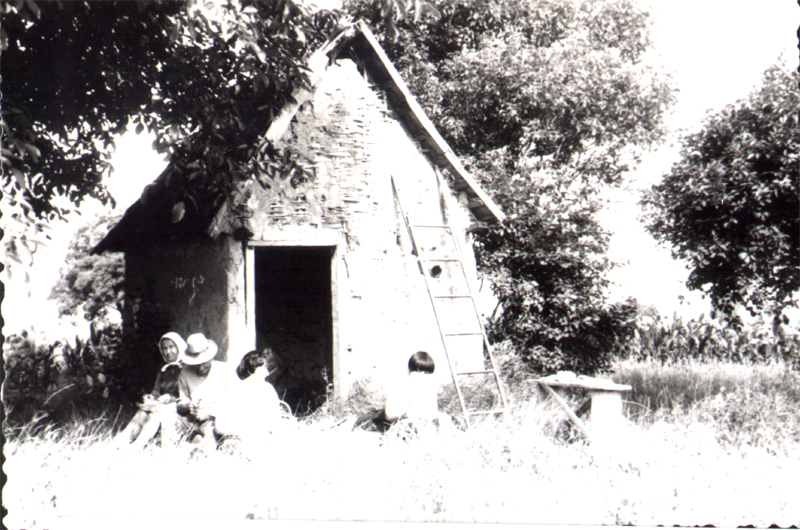
Viñedos de Skorenovac.

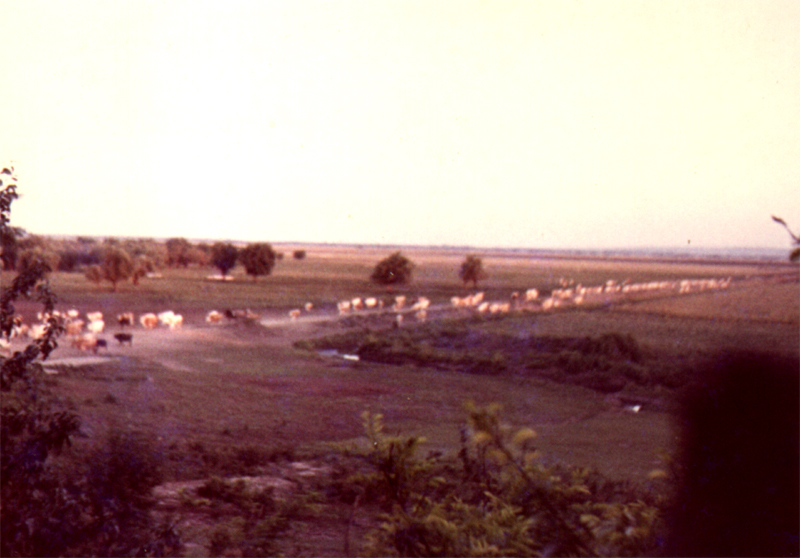
Prado de Skorenovac.

Los nombres de los pueblos en Bucovina de donde vinieron los sículos, son (en húnqaro con sus equivalentes en rumano: Istensegits (rumano: Tibeni), Fogadjisten (rumano: Iacobeşti), Hadikfalva (rumano: Dorneşti), Józseffalva (rumano: Vornicenii Mici), and Andrásfalva (rumano: Maneuţi). Estos pueblos hoy en día se encuentran en Rumania, Condado de Suceava, Bukovina; las poblaciones más cercanas son Rădăuţi y Botoşani.
Los sículos de Bucovina que se asentaron en Skorenovac, Ivanovo y Vojlovica, son originarios de Madéfalva (rumano: Siculeni) el pueblo en el condado de Csik (Harghita), Erdély (Transilvania), hoy en Rumania. Los sículos de Bucovina en general son de las partes de Transilvania, cuyo nombre no-oficial es el País sículo, que antes incluía los condados de Csikszék, Marosszék, Aranyosszék, Udvarhelyszék, y Háromszék del Reino de Hungría.

## Nombres de familiasque fueron los primeros colonos de Skorenovac
De Andrásfalva: Daradics, Csiszer, Erõs, Fábián, Gál, Geczõ, György, Illés, Jakab, János, Katona, Kelemen, Kemény, Kis, Koródi, Kovács, Lakatos, László, Lipina, Lukács, Müller, Palkó, Pásztor, Petres, Péter, Hompot, Husori, Sebestyén, Schidt, Szakács, Szatmári, Ranc and Varga.
De Istensegits: Ambrus, Barabás, Bartis, Béres, Bot, Borbandi, Bõte, Dudli, Faluközi, Finnya, Fülöp, Gyõrfi, János, Kató, Lovász, Magyaros, Makrai, Miklós, Nagy, Nyistor, Pék, Sánta, Szabo, Szász, Szõte, Tamás, Urkon and Váncsa.
De Fogadjisten: Ambrus, Barabás, Gáspár, Kuruc, Papp, Váci, Szabó, and Székely.
De Hadikfalva: Beréti, Bréti, Biro, Csiki, Dani, Erdõs, Fazekas, Fodor, Forrai, Galambos, Kerekes, Kis, Kozma, Kozsán, Kölõ, and Skasszián.
De Józseffalva: Kurkó, Kusár, Palló, Mákszem, Mezei, Székely and Várda.

## Personas famosas de Skorenovac
Zoltán Dani, el comandante de artillería antiaérea serbia de origen húngaro que derrumbó el F-117 Nighthawk estadounidense el 27 de marzo de 1999 durante las Guerras yugoslavas, el único F-117 perdido en el combate.

## Galería de fotos

### Fotos del pueblo
| - Skorenovac - Skorenovac - Skorenovac - Cosecha en Skorenovac - Detalle de la Calle Mayor de Skorenovac - DTD canal cerca de Skorenovac - Tormenta veraniega en Skorenovac - La iglesia católica de San Stefan |

### Imágenes de la vida cotidiana del pueblo
| - Detalle del partido de fútbol en los '70 - Csárdás, el baile tradicional húngaro - Almohada - Cocina - Cocina - Salón |